# Jaime Mata
Jaime Mata Arnaiz (Madrid, 24 de outubro de 1988) é um futebolista espanhol que atua como atacante. Atualmente, defende o Las Palmas.

## Carreira
Mata começou a carreira no Galáctico Pegaso.